# Kajetan Stecki
Kajetan Stecki herbu Radwan – sędzia grodzki nowogrodzkosiewierski, skarbnik nowogrodzkosiewierski w 1790 roku, konsyliarz województwa bełskiego w konfederacji targowickiej.
Był deputatem województwa czernihowskiego na Trybunału Głównego Koronnego w Piotrkowie w 1782 roku.